# شركة الهند الشرقية الدنماركية

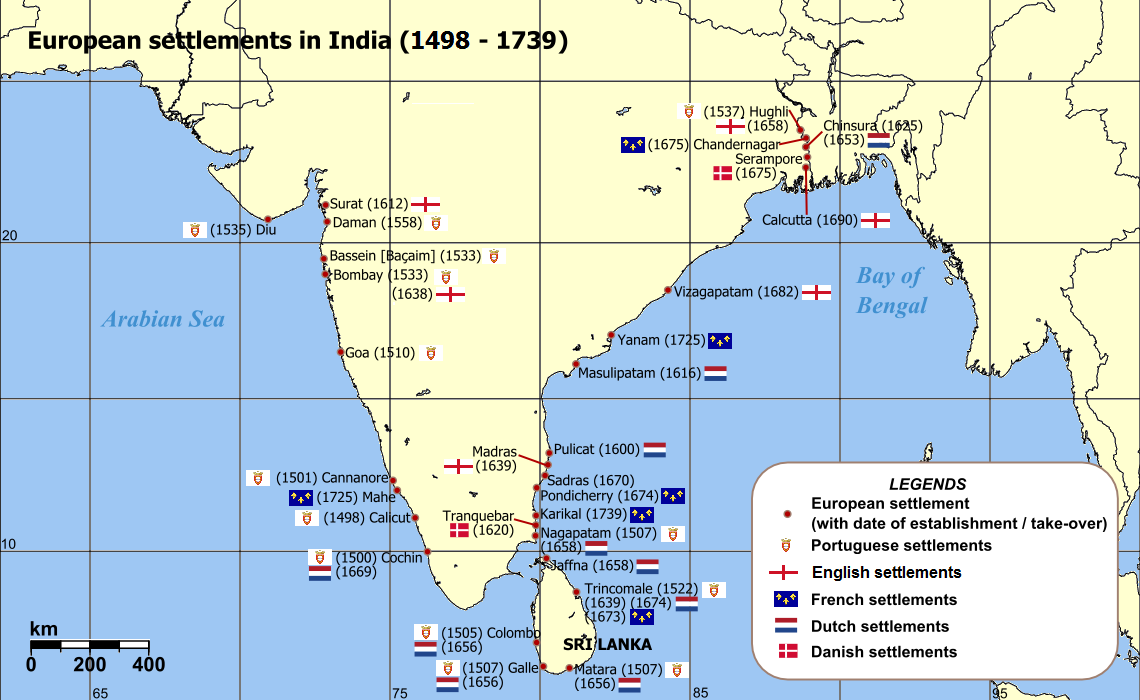
المستوطنات الدنماركية والأوروبية الأخرى في الهند.

شركة الهند الشرقية الدنماركية (بالإنجليزية: Danish East India Company)‏ كانت شركة تجارية دنماركية، تأسست في 17 مايو 1616، بواسطة كريستيان الرابع ملك الدنمارك والنرويج. وركزت هذه الشركة على التجارة مع الهند وكان مقرها في ترانكويبار، حيث كان مقر حاكم جزر الهند الدنماركية الشرقية.
في القرن الثامن عشر، بِيعت شركة الهند الشرقية الدانماركية، وشركة الهند الشرقية السويدية المستوردة المزيد من الشاي من شركة الهند الشرقية البريطانية، في إنجلترا بأرباح ضخمة.
بعد فترة قصيرة، واجهت الشركة صعوبات وحُلّت في عام 1729 . وفي عام 1732، أُعيد تأسيسها تحت اسم الشركة الآسيوية. فقدت احتكارها في عام 1772 وأصبحت جزر الهند الدنماركية مستعمرات التاج في عام 1779.
خلال الحروب النابليونية، هاجم البريطانيون كوبنهاغن مرتين: في عام 1801، ثم مرة أخرى في عام 1807 خلال معركة كوبنهاغن. خلال هذا الهجوم الأخير، فقدت الدنمارك أسطولها بالكامل، ونتيجة لذلك، لم تعد قادرة على الاحتفاظ بممتلكاتها في الهند.

## انظر أيضا

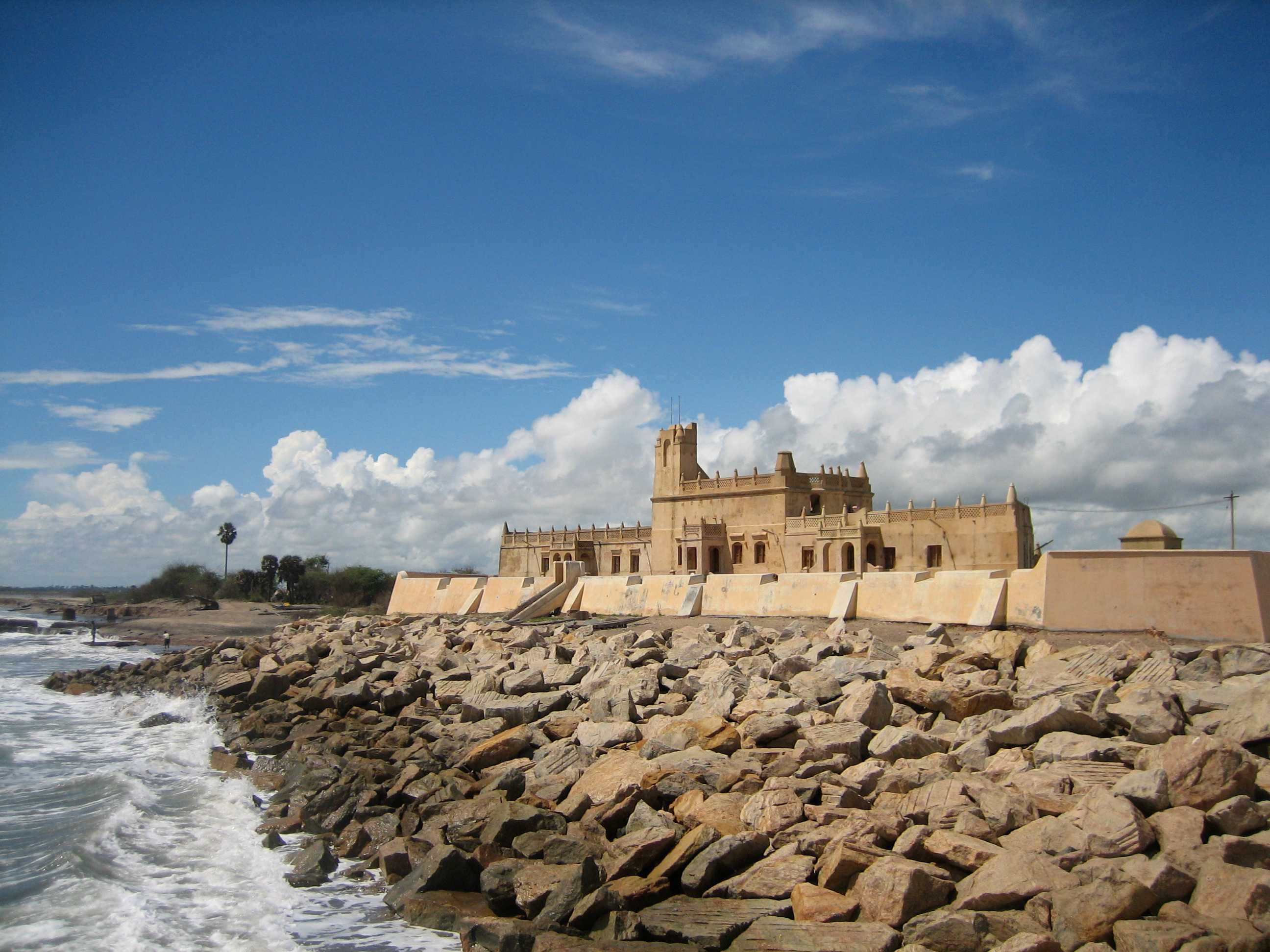
فورت دنسبارغ في ترانكبار، التي بناها أوف غاد في عام 1620.